# Eugène Amour de Cartier
 (novembre 2016).
Si vous disposez d'ouvrages ou d'articles de référence ou si vous connaissez des sites web de qualité traitant du thème abordé ici, merci de compléter l'article en donnant les références utiles à sa vérifiabilité et en les liant à la section « Notes et références ».
Pour les articles homonymes, voir Cartier.
Eugène Amour, baron de Cartier (Marchienne-au-Pont, le 16 août 1803 - Watermael-Boitsfort, 30 mai 1869), est un homme politique belge.

## Biographie
Fils de Louis de Cartier, seigneur de Marchienne, et d'Anne Marie Amélie Joseph Philippart, Eugène Amour, baron de Cartier naît le 28 Thermidor de l'An XI. Il est aussi appelé Armand dans certains actes.
Il épouse, le 11 février 1834 à Saint-Josse-ten-Noode, Pauline Garnier, fille de Paulin Garnier, conseiller-auditeur en la cour impériale de Bruxelles, et d'Adèle Caroline Despret de Leschelles, issue d’une vieille famille de maîtres de forges et de verreries du Hainaut. 
En 1840, il fait l'acquisition du château de Valduchesse.
Il est propriétaire d'une usine de minium de fer pour fabriquer et commercialiser des peintures à base de ce composant chimique issu de l’oxyde de fer au n° 2 de la Chaussée de Wavre. Cette usine, reprise en 1900 par Nicolas Ligot, deviendra les Usines Ligot.
Son épouse décèdera un an avant lui.

### Descendance
Le couple Cartier-Garnier aura cinq enfants : Paul, Anne-Marie, Eulalie, Léontine et Ernest.
Paul, baron de Cartier épouse le 27 février 1867 à Bruxelles Idalie de Burtin d'Esschenbeek, fille du chevalier Rodolphe de Burtin d'Esschenbeek, conseiller provincial du Brabant, président de la Société royale de philanthropie, et de Pauline Van den Nest. Idalie décèdera le 9 décembre 1875.
Ils auront une fille, Alix-Pauline, née à Auderghem le 17 mars 1868, qui épousera le 15 septembre 1896 à Jette Alphonse Fabri.

## Fonctions politiques
- 1842 - 1847 : Bourgmestre de Watermael-Boitsfort ;